# Idaea margarita
Idaea margarita là một loài bướm đêm trong họ Geometridae.